# Zwerg-Sulmtaler

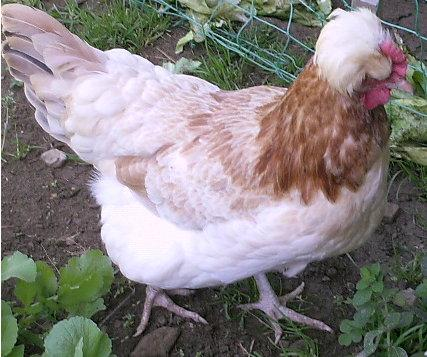
Sulmtaler Henne

Zwerg-Sulmtaler  ist eine deutsche Haushuhnrasse.

## Geschichte
Zwerg-Sulmtaler wurden von dem Züchter H.J. Webers aus großen Sulmtalern, Zwerg-Paduanern, Zwerg-Orpingtons, deutschen Zwerghühnern und deutschen Zwerg-Lachshühnern erzüchtet. Das war in den 1920er Jahren.

## Äußere Merkmale
Zwerg-Sulmtaler sind recht kräftige Tiere mit langgestrecktem Körper. Ihr Rumpf ist hoch und breit. Der ziemlich lange Rücken wird waagerecht, der eher kurze Schwanz gut gespreizt und halbhoch getragen. Die Läufe sind fleischfarbig. Der mäßig lange Hals ist beim Hahn recht üppig befiedert. Den Kopf ziert ein kleiner Schopf, dessen Form der des Schädels folgt. Vor der Haube befindet sich ein Einfachkamm mit kurzem Körper und schwach eingekerbten Zacken. Bei Hennen ist es ein Wickelkamm. Die Ohrlappen sind weiß und die Augen orangerot gefärbt.

## Eigenschaften
Zwerg-Sulmtaler sind ruhige, friedfertige Tiere. Sie lassen sich leicht sehr zahm machen und sind auch für Kinder geeignet. Sie können gut fliegen und lassen sich auch auf wenig Platz unterbringen. Sie neigen kaum zum glucken.
- Farbschläge: Gold-Weizenfarbig, Blau-Weizenfarbig und Silber-Weizenfarbig, Blau-Silberweizenfarbig und Weiß
- Gewicht:

- Hahn: ca. 1100 g
- Henne: ca. 900 g

- Legeleistung: Sie legen etwa 160–180 Stück 35–40 g schwere Eier im Jahr.
- Bestand: Es gibt in Deutschland und Österreich zusammen etwa 60–70 Züchter dieser Rasse, sie sind also recht selten anzutreffen. Unter diesen Züchtern sind vorwiegend nur die Goldweizenfarbigen anzutreffen. Die Blauweizenfarbigen sind noch viel seltener und fast nur in Österreich anzutreffen.